# (فك إيه) سيلفر لينينغ
«(فك إيه) سيلفر لينينغ» (بالإنجليزية: (Fuck A) Silver Lining) هي أغنية لفرقة البوب روك الأمريكية بانيك! آت ذا ديسكو من ألبوم الاستوديو السادس لها، صل للشرير، الصادر سنة 2018. صدرت كأغنية منفردة ترويجية للألبوم يوم 21 مارس 2018 مع الأغنية المنفردة الرئيسية في الألبوم، قل آمين (ليلة السبت).

## لوائح

### لوائح أسبوعية
| لوائح (2018)                                | أعلى رتبة |
| ------------------------------------------- | --------- |
| نيوزيلندا هيتسيكرز (ر.م.ن.ز)                | 9         |
| اسكتلندا (شركة اللوائح الرسمية)             | 91        |
| أغنية روك ساخنة بالولايات المتحدة (بيلبورد) | 10        |

### لوائح نهاية السنة
| لائحة (2018)                                | رتبة |
| ------------------------------------------- | ---- |
| أغنية روك ساخنة بالولايات المتحدة (بيلبورد) | 60   |